# Stelis rhombilabia
Stelis rhombilabia är en orkidéart som beskrevs av Charles Schweinfurth. Stelis rhombilabia ingår i släktet Stelis och familjen orkidéer. Inga underarter finns listade i Catalogue of Life.